# Пальна-Михайловский сельсовет
Пальна-Михайловский сельсове́т — сельское поселение в Становлянском районе Липецкой области. 
Административный центр — село Пальна-Михайловка.

## История
В соответствии с законами Липецкой области № 114-оз от 02.07.2004 и № 126-оз от 23.09.2004 сельсовет наделён статусом сельского поселения, установлены границы муниципального образования.
В марте 1982 года из Соловьёвского сельсовета перешли деревня Белевец, село Трегубово.

## Население
| 2010 | 2012 | 2013 | 2014 | 2015 | 2016 | 2017 |
| ---- | ---- | ---- | ---- | ---- | ---- | ---- |
| 814  | ↘786 | ↘754 | ↘738 | ↘735 | ↘728 | ↗729 |
| 2018 | 2021 |      |      |      |      |      |
| ↘699 | ↘674 |      |      |      |      |      |

## Состав сельского поселения
| № | Населённый пункт  | Тип населённого пункта       | Население |
| - | ----------------- | ---------------------------- | --------- |
| 1 | Алексеевка        | деревня                      | 3         |
| 2 | Белевец           | деревня                      | 72        |
| 3 | Михайловка        | деревня                      | 29        |
| 4 | Морская           | деревня                      | 31        |
| 5 | Пальна-Михайловка | село, административный центр | 591       |
| 6 | Трегубово         | село                         | 88        |

### Упразднённые населённые пункты
- Суслово — упразднённая в 1987 году деревня[14].
- Хрущёво-Левшино — упразднённая в 1987 году деревня[15].
- Хрущёво-Ростовцево — упразднённая в 1987 году деревня[15].